# Эльмхульт
Э́льмхульт (швед. Älmhult) — главный город коммуны Эльмхульт, лен Крунуберг, Смоланд, Швеция. Город расположен к северу от границы между историческими провинциями Смоланд и Сконе.
Натуралист и врач Карл фон Линней родился на ферме Росхульт к северу от Эльмхульта. 23 мая 2007 года в Эльмхульте и его окрестностях отмечалось 300-летие со дня рождения Карла фон Линнея.
Эльмхульт также известен как место, где в 1958 году открылся первый мебельный универмаг IKEA.
Город превратился в железнодорожный узел для главной линии Сёдра (Мальме-Несйё-Фальчёпинг, сегодня участок Мальме-Стокгольм), линии Сёльвесборг-Олофстремс-Эльмхульц Йернвег (сегодня только грузовой транспорт) до Блекинге и теперь закрытой линии до Кристианстада.
30 июня 2016 года открылся первый в мире музей легендарного шведского бренда.

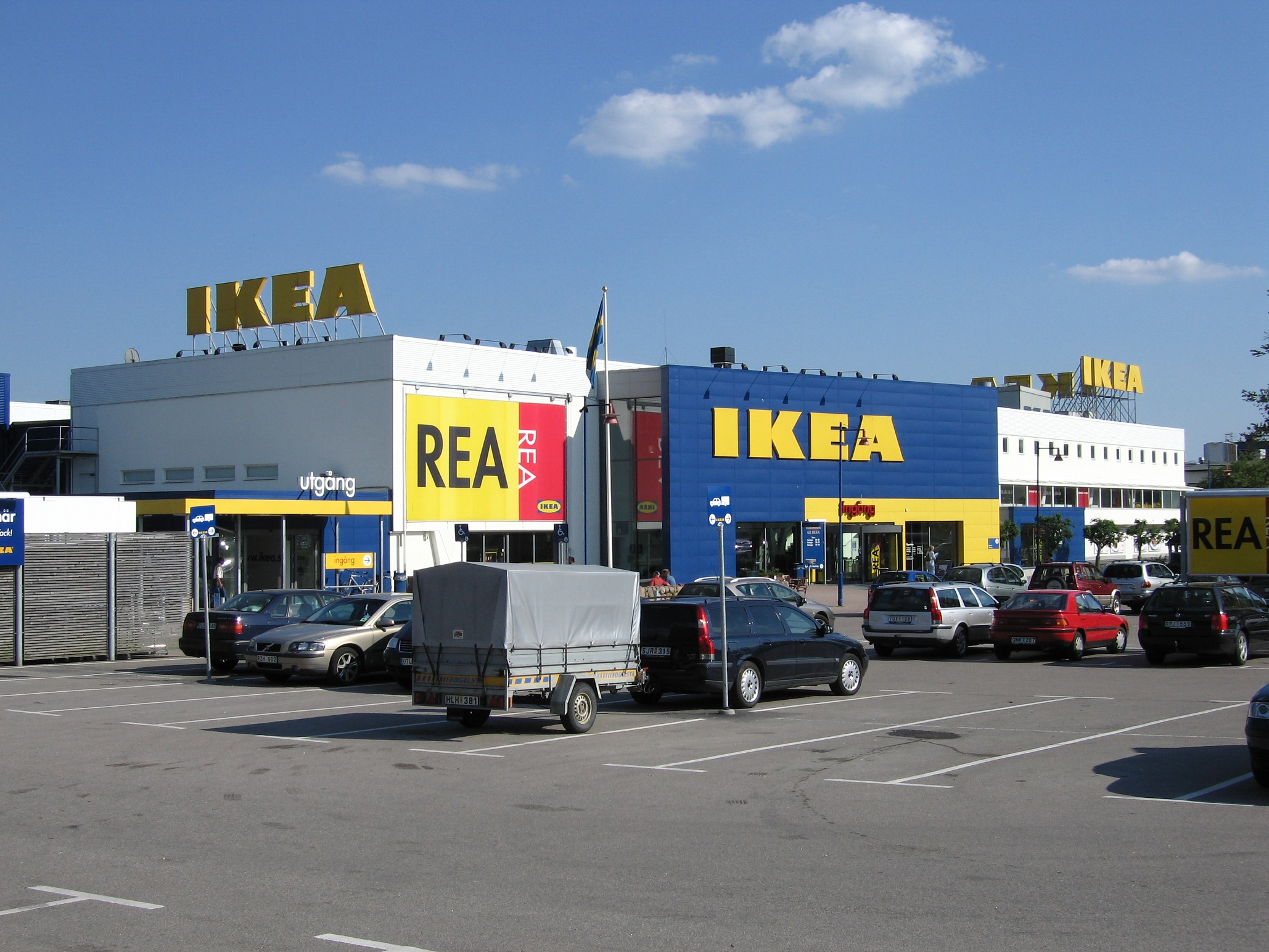
Первый универмаг ИКЕА в Эльмхульте (2006 г.).